# Pakubuwono VI
 (février 2020).
Si vous disposez d'ouvrages ou d'articles de référence ou si vous connaissez des sites web de qualité traitant du thème abordé ici, merci de compléter l'article en donnant les références utiles à sa vérifiabilité et en les liant à la section « Notes et références ».
Pakubuwono VI (26 avril 1807, Surakarta, Java central - 2 juin 1849, Ambon, Moluques) était le sixième roi de Surakarta. Il a régné de 1823 à 1830 lorsqu'il fut déposé par les hollandais et exilé. Il fut précédé par Pakubuwono V et Pakubuwono VII lui succéda. Il est considéré comme un héros national indonésien.